# 管夢圓
管夢圓（1992年3月7日—），香港乒乓球運動員，右手橫拍兩面反貼弧圈球打法。其母親是前中國國手管建華。管夢圓是深圳大學工商管理系學士的畢業生。

## 生涯
管夢圓出生在乒乓球世家，從6嵗起在母親管建華指導下開始訓練乒乓球。2008年，管夢圓奪得全香港青少年乒乓球15至17嵗組比賽女單冠軍，從而成爲香港乒乓球青年隊重點培養對象。2011年，管夢圓升入成年隊，並于同年首次參加世錦賽。2013年，管夢圓隨香港代表隊奪得世界盃女團季軍及東亞運女團亞軍。